# Bøkfjorden

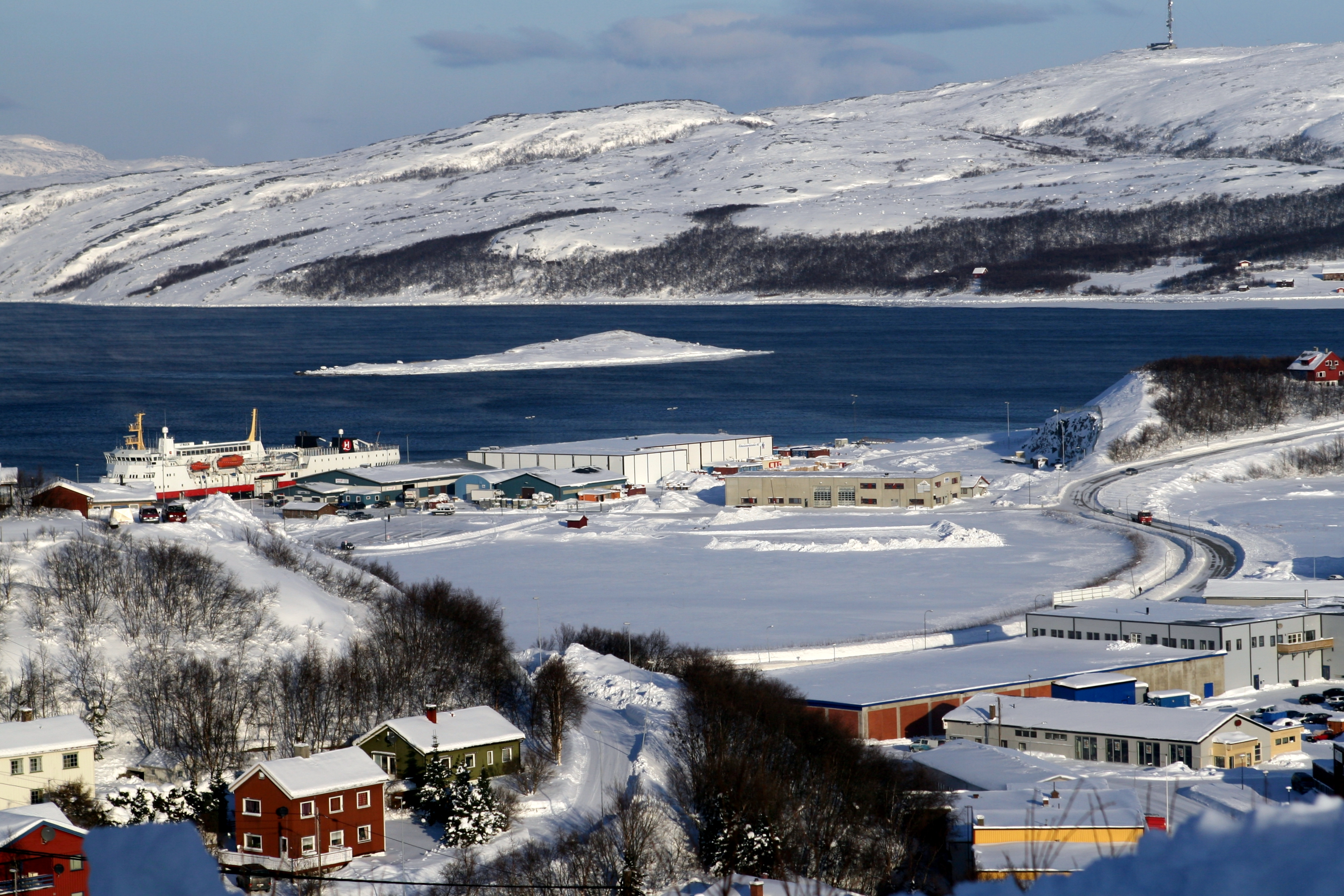
Kirkenes vid Bøkfjorden. Hurtigrutens fartyg MS Lyngen ligger vid kaj.

Bøkfjorden (nordsamiska: Báhčaveaivuotna) är en sydlig arm av Varangerfjorden i Sør-Varanger kommun i Finnmark fylke i Norge. Fjorden är 23 kilometer lång och 0,6–2,5 kilometer bred. Vid Kirkenes förgrenar den sig i två smala armar; den östra skär sig in till Elvenes, där Pasvik älv mynnar ut, medan den västra går in i Langfjorden. Avståndet mellan Bøkfjorden och riksgränsen mot Ryssland är som minst bara 1 580 meter.